# Sangerhausen
Sangerhausen er administrationsby i landkreis Mansfeld-Südharz i den tyske delstat Sachsen-Anhalt. Den ligger i den sydvestlige del af delstaten ved grænsen til Thüringen.

## Geografi
Sangerhausen ligger mellem Magdeburg og Erfurt, mellem Göttingen og Halle. Sangerhausen ligger ved en frugtbar dal, Goldene Aue, mellem bjergkæderne Harzen og Kyffhäuser, som gennemløbes af floden Helme. Gennem selve byen løber floden Gonna.

### Landsbyer og bebyggelser
Landsbyer:
| - Breitenbach - Gonna - Grillenberg - Großleinungen - Horla | - Lengefeld - Morungen - Oberröblingen - Obersdorf - Riestedt | - Rotha - Wettelrode - Wippra - Wolfsberg |

Bydele:
- Hayda (Ortschaft Wippra)
- Meuserlengefeld (Ortschaft Lengefeld)
- Paßbruch (Ortschaft Rotha)
- Popperode (Ortschaft Wippra)

Bebyggelser:
- Beinschuh
- Brühl
- Engelsburg
- Eschental
- Helmstal
- Im Schlag
- Kosterrohrbach (Ortschaft Oberröblingen)
- Kupferhütte
- Ludwigstrauch
- Sankt Julian
- Schiffahrt
- Schlösschenkopf (Ortschaft Lengefeld)
- Stollenmühle
- Talsperre (Ortschaft Wippra)
- Taubenberg
- Walkmühle
- Weinlager
- Wilhelmshöhe